# 東大橋駅 (北京市)
東大橋駅（とうだいきょうえき）は中華人民共和国北京市朝陽区に位置する北京地下鉄6号線の駅である。2012年12月30日に開業した。

## 駅構造
相対式・島式ホーム2面2線の地下駅。

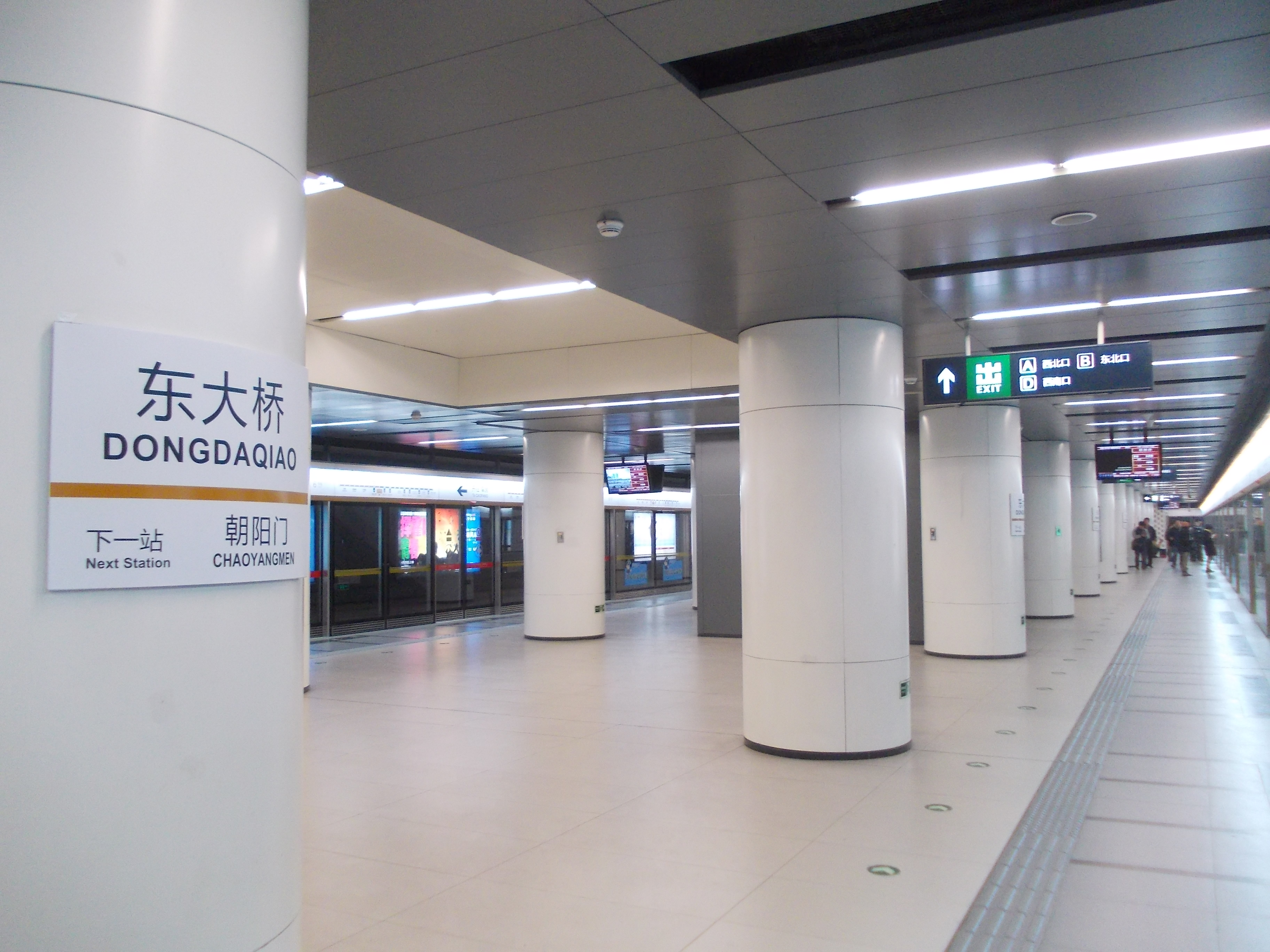
ホーム

## 歴史
- 2012年12月30日 - 開業。

## 隣の駅
北京地下鉄
■6号線
朝陽門駅 - 東大橋駅 - 呼家楼駅